# Pfarrkirche Neumarkt in Steiermark

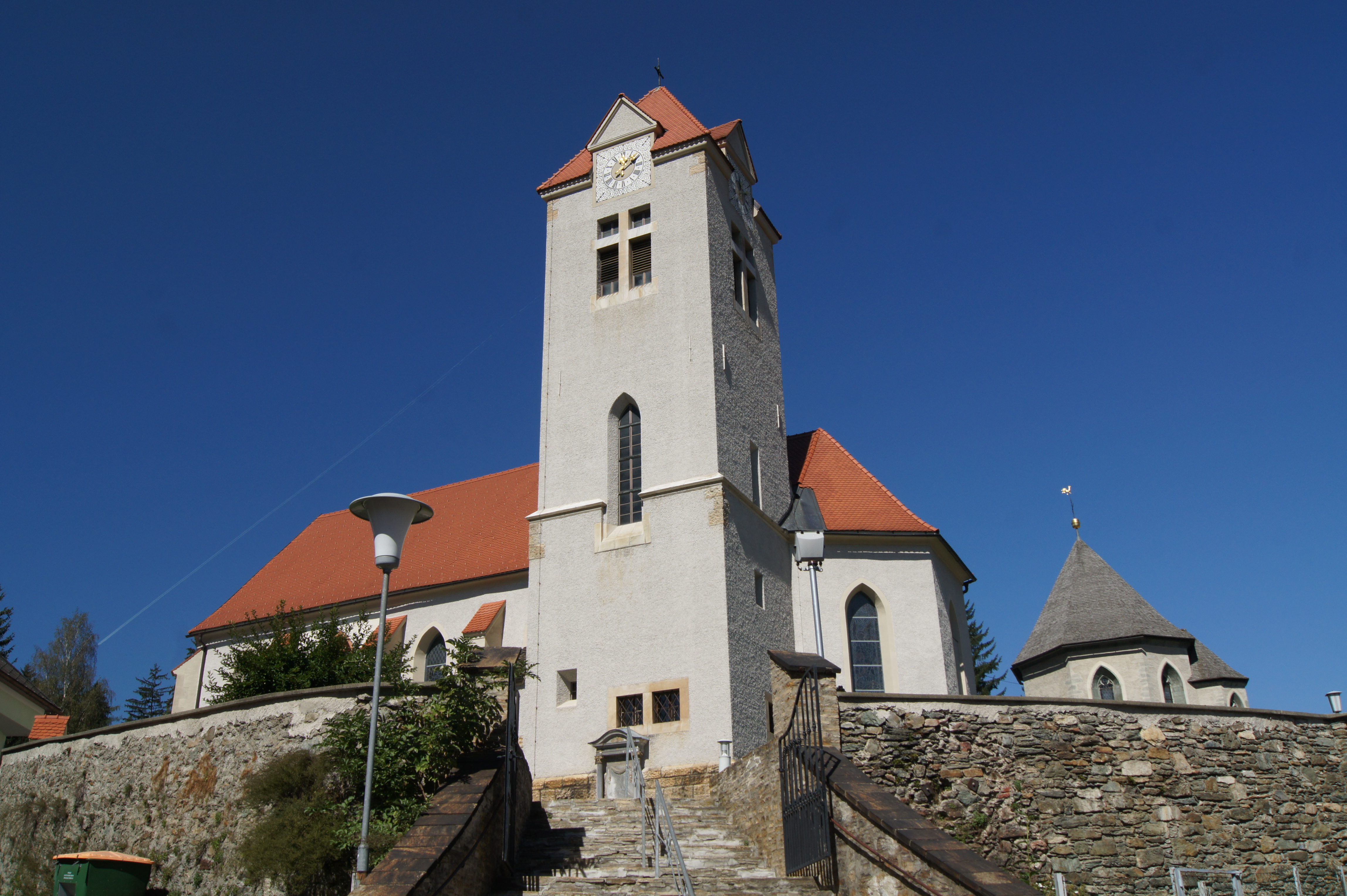
Katholische Pfarrkirche hl. Katharina in Neumarkt in Steiermark

Die römisch-katholische Pfarrkirche Neumarkt in Steiermark steht im Ort Neumarkt in Steiermark in der Gemeinde Neumarkt in der Steiermark im Bezirk Murau in der Steiermark. Die auf die heilige Katharina geweihte Pfarrkirche – dem Stift St. Lambrecht inkorporiert – gehört zum Dekanat Murau in der Diözese Graz-Seckau. Die Kirche steht unter Denkmalschutz (Listeneintrag).

## Geschichte
Sie ist seit 1252 dem Stift St. Lambrecht unterstellt. Die heutige Kirche wurde von 1492 bis 1501 erbaut. 1669 und 1813 brannte es in der Kirche, 1844 stürzte der Turm ein und beschädigte dabei den Chor und den östlichen Teil des Langhauses. 1914 wurde ein neuer Turm erbaut und 1974 gab es eine Innenraumrestaurierung.

## Architektur
Die Kirche ist von einem ummauerten Kirchhof mit Initienkapellen umgeben.
Die dreischiffige vierjochige Hallenkirche hat ein Sternrippengewölbe auf gekehlten Viereckpfeiler mit Runddiensten an den Ecken. Das Mittelschiff zeigt runde Schlusssteine mit Blütenmuster sowie drei Wappensteine, der mittlere Wappenstein zeigt die Jahresangabe 1501.

## Ausstattung

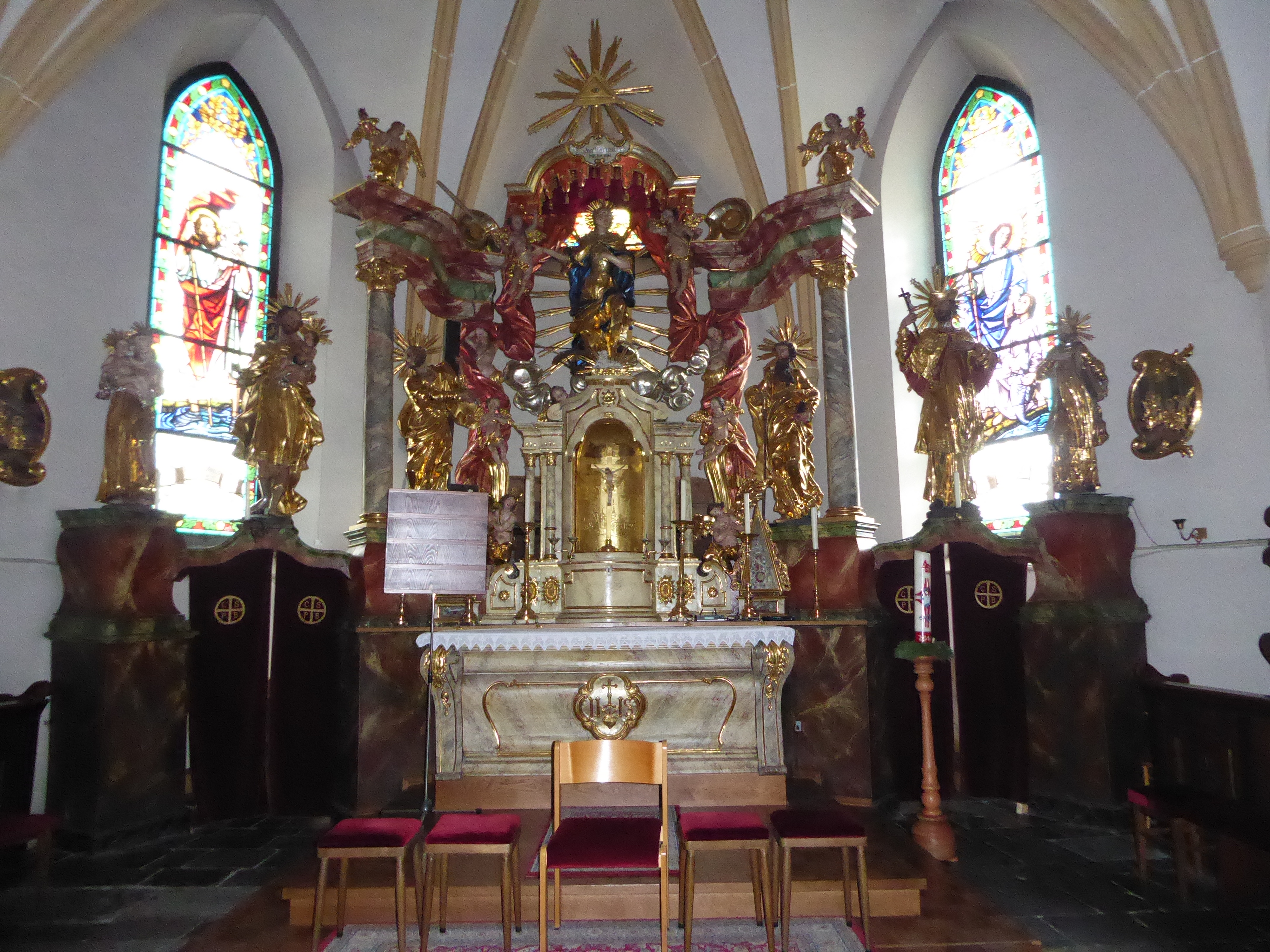
Hochaltar der Pfarrkirche

Der Hochaltar entstand um 1735 bis 1740 mit Balthasar Prandtstätter, die Architekturteile über den Umgangsportalen wurden entfernt, der Tabernakel ist aus der Mitte des 19. Jahrhunderts. Die Orgel aus 1970 mit 10 Registern wurde von Rudolf Novak gebaut.